# 柯洛洞乡
柯洛洞乡，是中华人民共和国四川省甘孜藏族自治州德格县下辖的一个乡镇级行政单位。

## 行政区划
柯洛洞乡下辖以下地区：
色巴村、独木岭村、夺色村、郎达村、措普村、牛麦村、思伍村和燃卡村。